# Saint Michel d’Ouenzé
Saint Michel d’Ouenzé ist ein kongolesischer Fußballverein aus der Hauptstadt Brazzaville. Seine Heimspiele trägt der Verein im Nationalstadion der Republik Kongo, dem Stade Alphonse Massamba-Débat, aus.
Der Verein stieg Anfang der 2000er-Jahre erstmals in die Ligue 1 auf. Er gewann 2003 und 2010 die nationale Meisterschaft. Damit qualifizierte er sich für die afrikanischen Wettbewerbe, scheiterte dort aber frühzeitig.

## Statistik in den CAF-Wettbewerben
| Saison | Wettbewerb           | Runde         | Gegner         | Gesamt           | Hin     | Rück    |
| ------ | -------------------- | ------------- | -------------- | ---------------- | ------- | ------- |
| 2004   | CAF Champions League | Qualifikation | US Bitam       | 2:2 (i. E.: 4:3) | 2:0 (H) | 0:2 (A) |
| 2004   | CAF Champions League | 1. Runde      | Coton Sport FC | 2:4              | 1:4 (A) | 1:0 (H) |
| 2011   | CAF Champions League | Qualifikation | Enyimba FC     | 0:3              | 0:1 (H) | 0:2 (A) |